# László Polgár (szachista)
László Polgár (ur. 11 maja 1946 w Gyöngyös) – węgierski pedagog oraz trener szachowy, ojciec sióstr Polgar: Zsuzsy, Judit i Zsófii.

## Życiorys
Uznawany jest za znawcę szachowej teorii (dzięki posiadaniu w swojej bibliotece ponad 10 tysięcy szachowych książek), chociaż sam prezentuje przeciętny szachowy poziom. Jest gorącym zwolennikiem twierdzenia „geniuszy się tworzy, nie rodzi” (ang. geniuses are made, not born). Zanim został ojcem, napisał książkę Wychować geniusza!, w której opisał swoje plany dotyczące wychowania dzieci oraz wyznał, iż poszukuje żony, która gotowa jest mu pomóc w spełnieniu tych zamierzeń. Wkrótce potem ożenił się z Węgierką z Wyłoku (obwód zakarpacki Ukrainy, Klárą Altberger, która przeprowadziła się na Węgry i z którą ma trzy córki. Dziewczynki nie chodziły do szkoły, ponieważ ich edukacją zajmowali się w domu rodzice, zapewniając jednocześnie jak najwięcej czasu na szachowe treningi (nawet do 10 godzin dziennie). Metody stosowane przez László Polgára, choć kontrowersyjne, okazały się skuteczne: Zsuzsa została w 1996 r. mistrzynią świata oraz wielokrotnie była klasyfikowana w pierwszej trójce światowego rankingu, Judit jest najsilniejszą szachistką w historii szachów (w 2004 i 2005 r. klasyfikowana była na oficjalnej liście rankingowej FIDE w pierwszej dziesiątce na świecie, wśród mężczyzn), zaś Zsófia, choć nie osiągnęła poziomu swoich sióstr, pod koniec lat 90. klasyfikowana była w ścisłej czołówce światowej (m.in. w 2000 r. zajmowała 10. miejsce wśród najlepszych szachistek świata). Oprócz tego, wszystkie trzy siostry zdobyły tytuły arcymistrzyń (WGM), dodatkowo Judit i Zsuzsa tytuły męskiego arcymistrza (GM) – jako jedne z pierwszych na świecie, a Zsófia – tytuł męskiego mistrza międzynarodowego (IM).

## Wybrane publikacje
- Nevelj zsenit! (Bring Up Genius!), 1989 (ISBN 963-01-9976-9)
- Minichess, 1995 (ISBN 963-450-805-7)
- Chess: 5334 Problems, Combinations, and Games, 1994 (ISBN 1-884822-31-2)
- Chess: Reform Chess, 1997 (ISBN 3-89508-226-0)
- Chess: Middlegames, 1998 (ISBN 3-89508-683-5)
- Chess: Endgames, 1999 (ISBN 3-8290-0507-5)
- Királynõk és királyok. Sakk, Szerelem, Szex, 2004 (ISBN 963-216-008-8)
- Salom haver: Zsidó származású magyar sakkozók antológiája, 2004 (ISBN 963-214-570-4)
- PeCHESS ember elCHESSte, 2004 (ISBN 963-86531-1-6)
- Polgar Superstar Chess, 2004 (ISBN 963-216-009-6)
- Polgar Superstar Chess II, 2005 (ISBN 963-86531-4-0)
- I Love Superstar Chess, 2005 (ISBN 963-86738-5-0)
- Hatágú csillag. Sakk, képzõmûvészet és humor, 2005 (ISBN 963-86531-5-9)
- Biztonság. Sakk és humor, 2005 (ISBN 963-86531-9-1)
- Knight, 2005 (ISBN 963-86738-2-6)
- Queens, 2005 (ISBN 963-86738-0-X)
- Blanka: Miniaturaj sakproblemoj (White: Miniature chess problems), 2005 (ISBN 963-86531-7-5)
- Sakkmat(t)ek. Sakk, matematika, humor, 2005 (ISBN 963-86531-6-7)
- Eszperantó és sakk (Chess in Esperanto), 2006 (ISBN 963-86738-7-7)
- La stelita stel', 2006 (ISBN 963-87042-0-9)